# Porto Tolle
Porto Tolle là một đô thị và thị xã của Ý. Đô thị này thuộc tỉnh Rovigo trong vùng Veneto. Porto Tolle có diện tích km2, dân số theo ước tính năm 2005 của Viện thống kê quốc gia Ý là 10.377 người. 
Các đơn vị dân cư:
Đô thị Porto Tolle giáp với các đô thị: